# Curación del paralítico en Cafarnaún

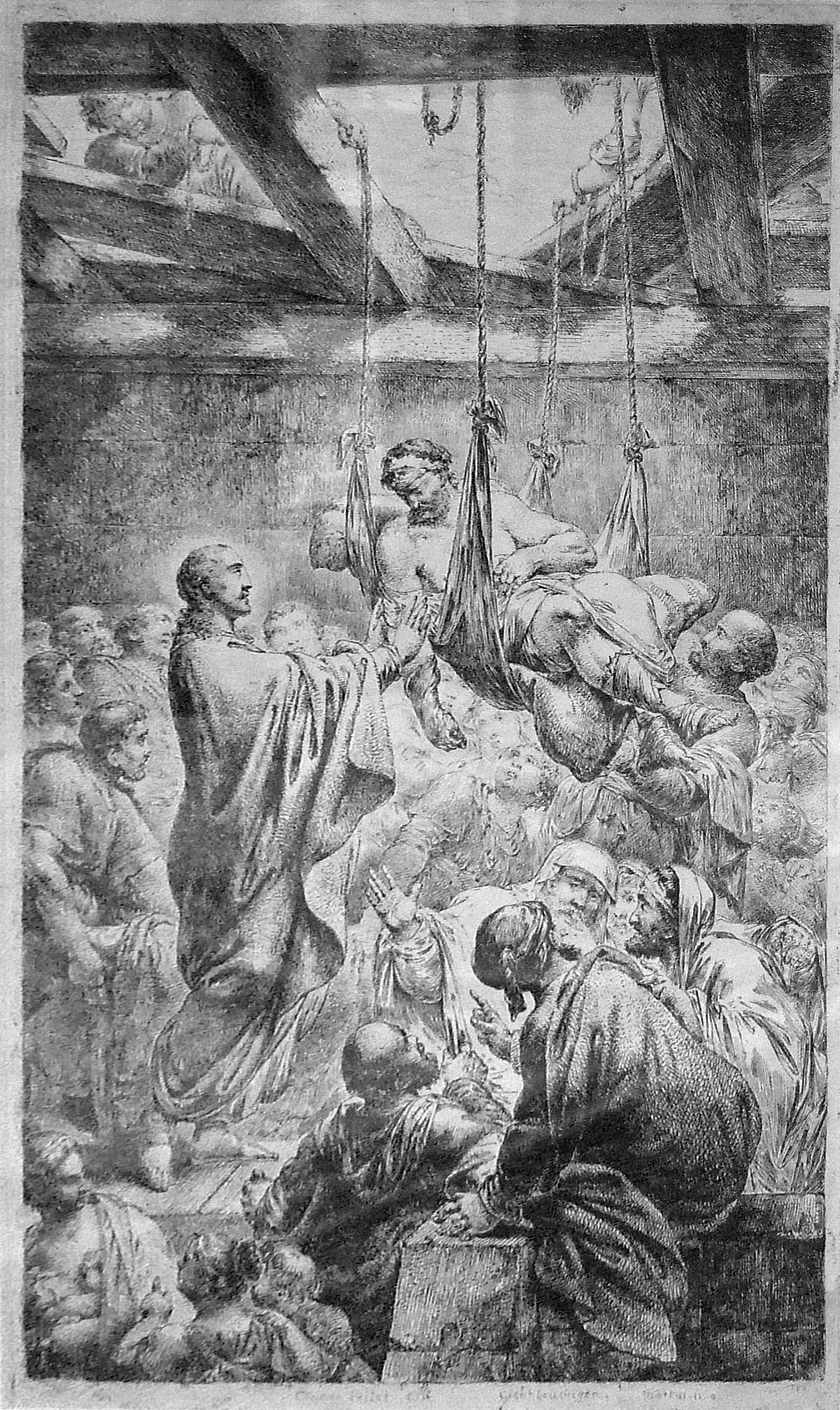
Cristo curando al paralítico en Cafarnaún por Bernhard Rode 1780.

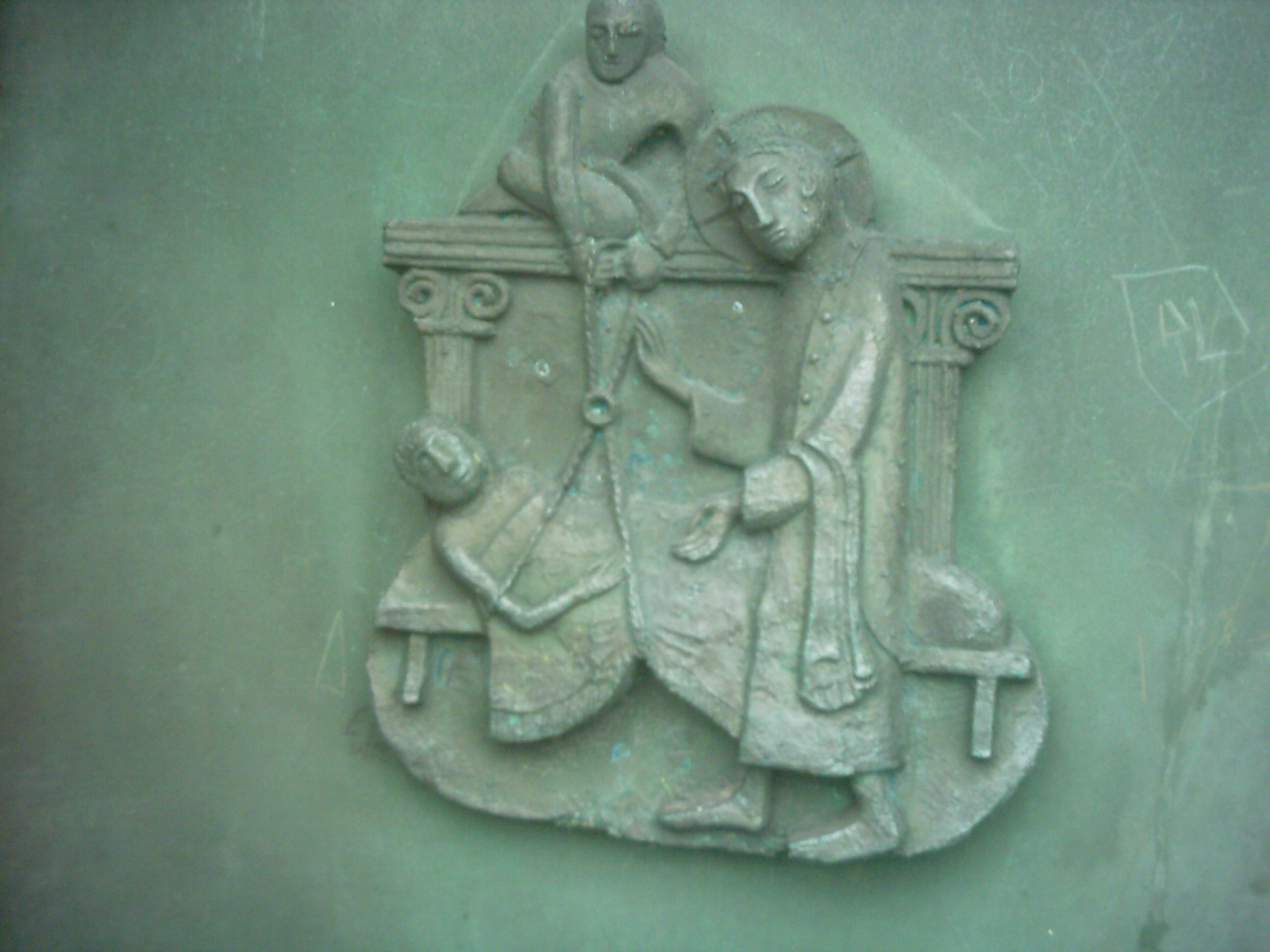
Jesús sana al paralítico en Cafarnaún (Museo de la ciudad de Galway, Irlanda)

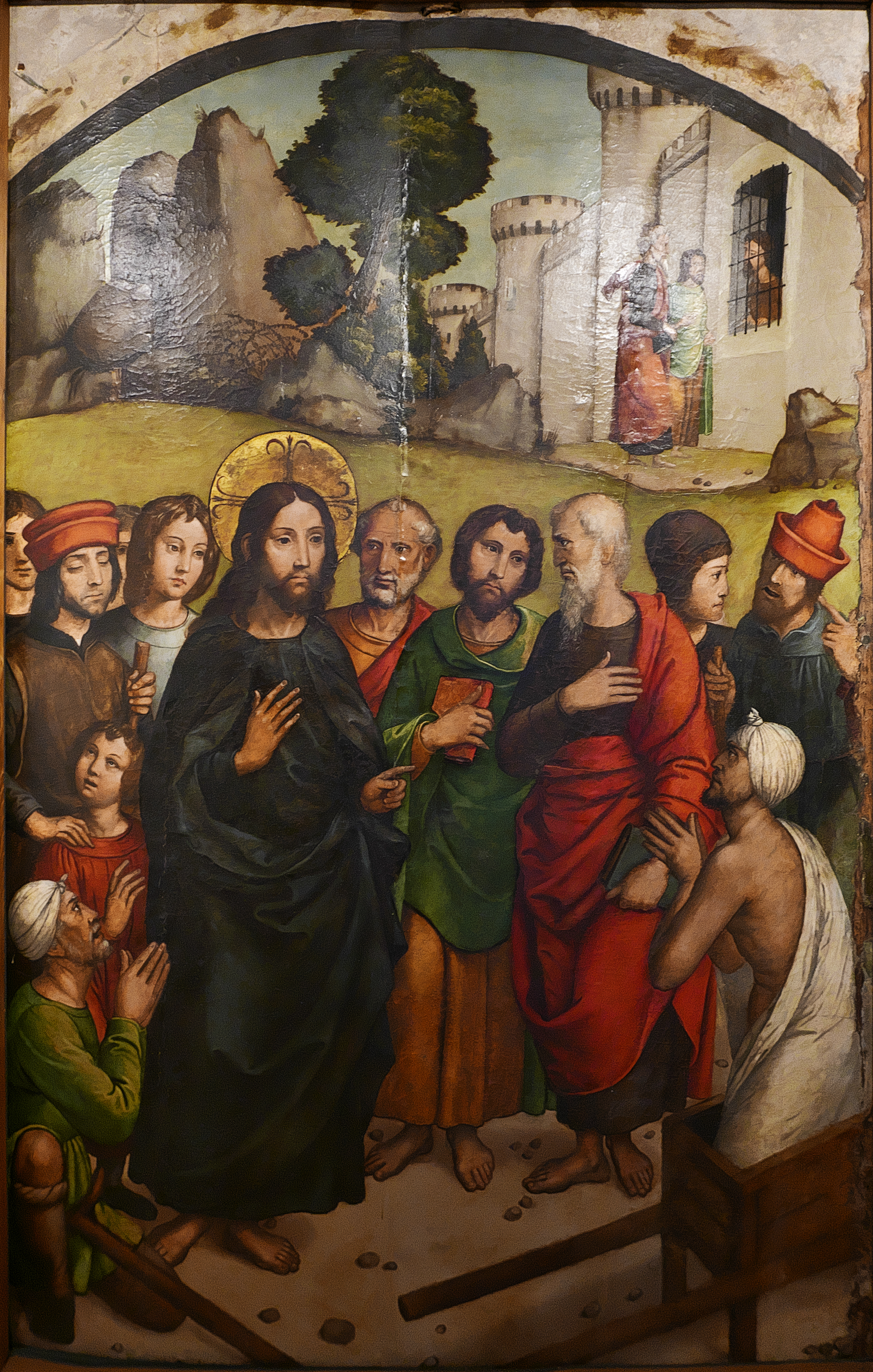
Museo de Salamanca. Tabla atribuida a Juan de Borgoña

La curación del paralítico en Cafarnaún es uno de los milagros de Jesús en los evangelios sinópticos ( Mateo 9: 1-8 , Marcos 2 : 1-12 y Lucas 5:17-26). Jesús vivía en Cafarnaún y enseñando allí a la gente, y en una ocasión la gente se reunió en tal gran número que no quedó lugar dentro de la casa donde estaba enseñando, ni aun fuera de la puerta. Unos hombres llegaron cargando a un hombre paralítico pero no pudieron entrar, así que hicieron una abertura en el techo sobre Jesús y luego bajaron al hombre. Cuando Jesús vio su fe, le dijo al paralítico: Hijo, tus pecados te son perdonados.

## Texto bíblico
- Texto según  san Mateo. (Mateo, 9; 1-8)

Subió a una barca, cruzó de nuevo el mar y llegó a su ciudad. Entonces, le presentaron a un paralítico tendido en una camilla. Al ver Jesús la fe de ellos, le dijo al paralítico: —Ten confianza, hijo, tus pecados te son perdonados. Entonces algunos escribas dijeron para sus adentros: «Éste blasfema». Conociendo Jesús sus pensamientos, dijo: —¿Por qué pensáis mal en vuestros corazones?, ¿Qué es más fácil, decir: «Tus pecados te son perdonados», o decir: «Levántate, y anda»? Pues para que sepáis que el Hijo del Hombre tiene potestad en la tierra para perdonar los pecados —se dirigió entonces al paralítico—, levántate, toma tu camilla y vete a tu casa. Él se levantó y se fue a su casa. Al ver esto, la gente se atemorizó y glorificó a Dios por haber dado tal potestad a los hombres.

- Texto según  san Marcos (Marcos, 2; 1-12)

Y, al cabo de unos días, entró de nuevo en Cafarnaún. Se supo que estaba en casa y se juntaron tantos, que ni siquiera ante la puerta había ya sitio. Y les predicaba la palabra. Entonces vinieron trayéndole un paralítico, llevado entre cuatro. Y como no podían acercarlo hasta él a causa del gentío, levantaron la techumbre por el sitio en donde se encontraba y, después de abrir un hueco, descolgaron la camilla en la que yacía el paralítico. Al ver Jesús la fe de ellos, le dijo al paralítico: —Hijo, tus pecados te son perdonados. Estaban allí sentados algunos de los escribas, y pensaban en sus corazones: «¿Por qué habla éste así? Blasfema. ¿Quién puede perdonar los pecados sino sólo Dios?» Y enseguida, conociendo Jesús en su espíritu que pensaban para sus adentros de este modo, les dijo: —¿Por qué pensáis estas cosas en vuestros corazones? ¿Qué es más fácil, decirle al paralítico: «Tus pecados te son perdonados», o decirle: «Levántate, toma tu camilla y anda»? Pues para que sepáis que el Hijo del Hombre tiene potestad en la tierra para perdonar los pecados —se dirigió al paralítico—, a ti te digo: levántate, toma tu camilla y vete a tu casa. Y se levantó, y al instante tomó la camilla y salió en presencia de todos, de manera que todos quedaron admirados y glorificaron a Dios diciendo: —Nunca hemos visto nada parecido.

- Texto según  san Lucas(Lucas, 5;17-26)

Estaba Jesús un día enseñando. Y estaban sentados algunos fariseos y doctores de la Ley, que habían venido de todas las aldeas de Galilea, de Judea y de Jerusalén. Y la fuerza del Señor le impulsaba a curar. Entonces, unos hombres, que traían en una camilla a un paralítico, intentaban meterlo dentro y colocarlo delante de él. Y como no encontraban por dónde introducirlo a causa del gentío, subieron al terrado, y por entre las tejas lo descolgaron en la camilla hasta ponerlo en medio, delante de Jesús. Al ver Jesús la fe de ellos, dijo: —Hombre, tus pecados te son perdonados. Entonces los escribas y fariseos empezaron a pensar: «¿Quién es éste que dice blasfemias? ¿Quién puede perdonar pecados sino sólo Dios?» Pero conociendo Jesús sus pensamientos, les dijo: —¿Qué estáis pensando en vuestros corazones? ¿Qué es más fácil, decir: «Tus pecados te son perdonados», o decir: «Levántate, y anda»? Pues para que sepáis que el Hijo del Hombre tiene potestad en la tierra para perdonar los pecados —se dirigió al paralítico—, a ti te digo: levántate, toma tu camilla y marcha a tu casa. 

## Interpretación de la Iglesia católica
En su libro Contra las Herejías, el Padre de la Iglesia  san Ireneo interpreta el milagro como una demostración de la divinidad de Jesús:

Por lo tanto, al perdonar los pecados, ciertamente sanó al hombre, mientras que también se manifestó quién era. Porque si nadie puede perdonar los pecados sino sólo Dios, mientras que el Señor los perdonó y sanó a los hombres, es manifiesto que Él mismo era el Verbo de Dios hecho Hijo del hombre, recibiendo del Padre el poder de la remisión de los pecados; siendo hombre, y siendo Dios, a fin de que como hombre padeció por nosotros, para que como Dios tenga compasión de nosotros, y perdone nuestras deudas, en que fuimos hechos deudores a Dios nuestro Creador.

El enfermos y los amigos que lo portan le piden a Jesús la curación del cuerpo ya que tienen fe en sus poderes sobrenaturales pero el Señor, en su grandeza  divina, da más de lo que se le pide, cura el cuerpo y el alma del paralítico. De la misma forma,  santo Tomás dice que Jesucristo hace como el buen médico: cura la causa de la enfermedad  y sigue diciendo Este paralítico simboliza al pecador que yace en el pecado; lo mismo que el paralítico que no puede moverse, tampoco el pecador puede valerse por si mismo. Los que llevan al paralítico representan a los que con sus consejos conducen al pecador hacia Dios.
Si se lee el pasaje paralelo de san Marcos, se observa que este ha conservado un detalle muy concreto que ayuda a la comprensión completa del texto; y es que Mateo indica que Jesús realizó el milagro «al ver la fe de ellos»(Mc 2; 2-5) Ante esta sugerente osadía, Jesús quedó gratamente impresionado y se siente inclinado a hacer lo que le piden las personas que se preocupan sinceramente por los demás.

## Otras interpretaciones
Para Adam Clarke, teólogo metodista británico, hay tres milagros de Jesús en este pasaje: el perdón de los pecados, el discernimiento de los pensamientos privados de los escribas y la curación del paralítico. Según John Gill, teólogo  calvinista inglés,  el hecho de que Jesús conociera los pensamientos de la gente era demostración suficiente de su Mesianismo, según la enseñanza de los judíos. Esto lo distinguió de falsos mesías como Simón bar Kojba, quien fue desenmascarado y ejecutado por no tener este poder.